# Isachne globosa
Isachne globosa är en gräsart som först beskrevs av Carl Peter Thunberg, och fick sitt nu gällande namn av Carl Ernst Otto Kuntze. Isachne globosa ingår i släktet Isachne och familjen gräs. Inga underarter finns listade i Catalogue of Life.

## Bildgalleri

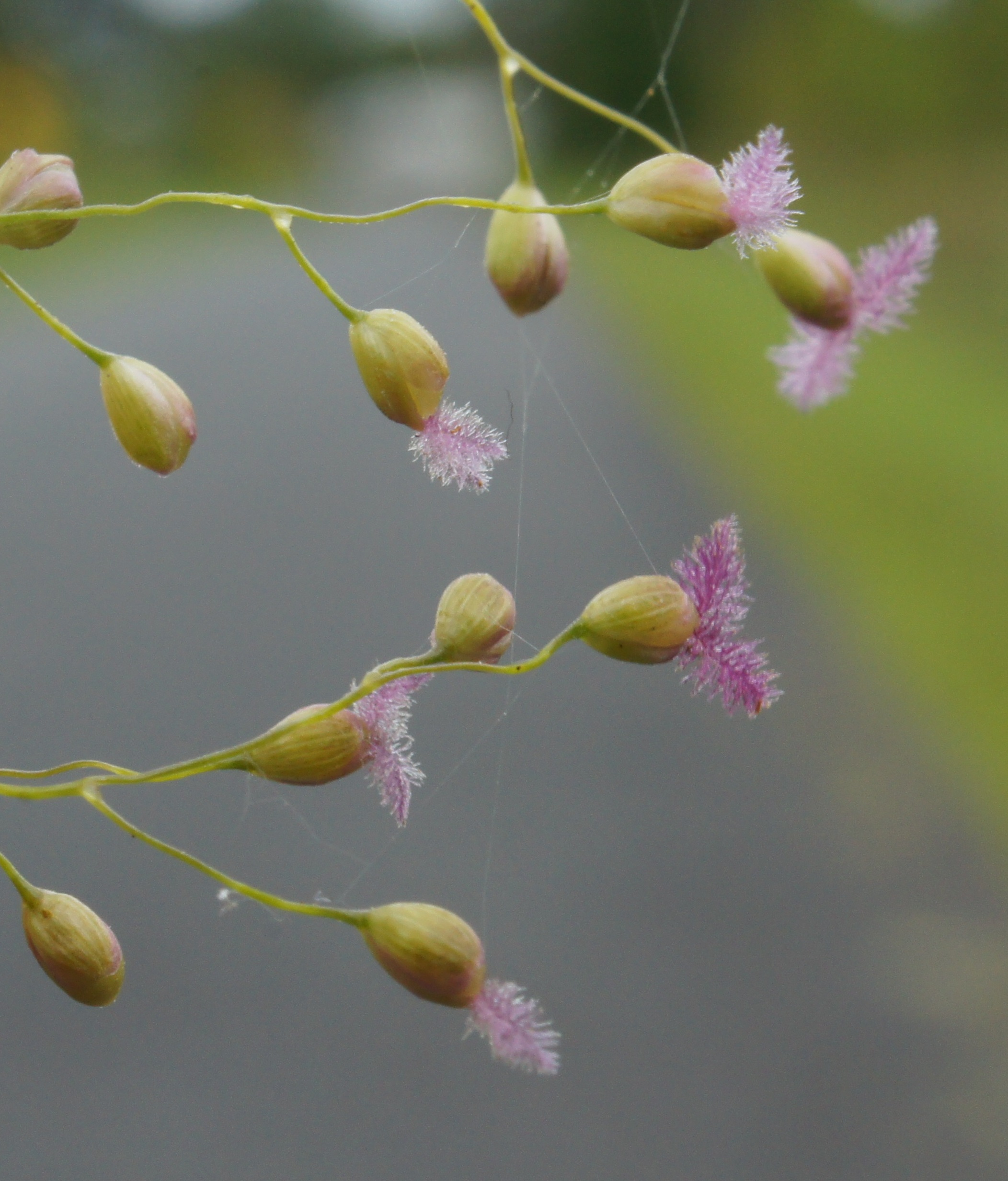